# Daiano
Daiano település Olaszországban, Trento megyében. Lakosainak száma 658 fő (2018. január 1.). Daiano Aldino, Cavalese, Varena és Carano községekkel határos.

## Népesség
A település népességének változása:

| 2017 | 655 |
| 2018 | 658 |